# هدف متحرک (فیلم ۲۰۰۰)
هدف متحرک (به انگلیسی: Moving Target) یک فیلم اکشن محصول مشترک آمریکا و ایرلند که در سال ۲۰۰۰ به صورت فیلم ویدئویی منتشر شد.